# Lipová, Zlín
Lipová là một làng thuộc huyện Zlín, vùng Zlínský, Cộng hòa Séc.